# Bye Bye Brasil
Bye Bye Brasil è un film del 1980 diretto da Carlos Diegues.

## Trama
Alcuni artisti itineranti girano il Brasile allestendo spettacoli per rallegrare le persone più povere.

## Produzione
Il film fu prodotto dalla Luiz Carlos Barreto Produções Cinematográficas.

## Distribuzione
Distribuito dall'Embrafilme, il film uscì nelle sale brasiliane il 9 febbraio 1980. Negli USA fu proiettato per la prima volta al New York Film Festival il 26 settembre dello stesso anno.